# Luna Vachon
Gertrude Elisabeth Vachon, nata Wilkerson (Atlanta, 12 gennaio 1962 – Contea di Pasco, 27 agosto 2010), è stata una wrestler statunitense, era conosciuta soprattutto per il suo periodo in WWF con il ring name di Luna Vachon o semplicemente Luna.

## Carriera

### Inizi
Nasce ad Atlanta, capitale della Georgia, da Charles Henry Wilkerson, un albergatore divenuto gestore di un'area di sosta per camper a Doraville, e Rebecca Pierce, detta Van. Nel dicembre 1966 suo padre si suicida, e nell'occasione sua madre conosce il wrestler canadese "Butcher" Vachon, ospite della struttura; i due in seguito si sposano, e la piccola viene adottata. Divenuta una Vachon, continua l'eredità della famiglia e all'età di 16 anni viene allenata da sua zia Vivian Vachon e The Fabulous Moolah.

### Primi anni di carriera (1985-1992)
Nel 1985 Vachon esordisce nella Florida Championship Wrestling e la sua prima faida è stato con Madusa. Successivamente diventa manager dei Blackhearts, il team composto da Tom Nash e David Heath i quali militavano nella Stampede Wrestling di Stu Hart.

### World Wrestling Federation (1993-1994)
Nel 1992, mentre lottava a Porto Rico, cercò di far entrare David Heath nella World Wrestling Federation (WWF) e ciò portò un interesse della federazione proprio verso la Vachon. Venne assunta ma non senza alcune complicazioni. Nessuno in realtà sapeva dove si trovava. Anche suo padre sapeva solamente che si trovava in Florida. La WWF dovette assumere un investigatore privato per trovarla. Quando fu trovata, stava lavorando come cameriera in un ristorante.
La prima apparizione di Luna in WWF fu nell'aprile 1993 a WrestleMania IX quando accompagnò Shawn Michaels nel match che lo vide contrapposto a Tatanka, che fu accompagnato dall'ex valletta di Michaels, "Sensational" Sherri, valido per l'Intercontinental Championship. Dopo il match, Luna attaccò Sensational Sherri a bordo ring e più tardi fu arrestata e portata fuori dall'arena (kayfabe), le due iniziarono così una faida.
Allo stesso tempo in cui la Vachon e Sherri erano era in conflitto, Bam Bam Bigelow ebbe un confronto con Sherri per poi essere attaccato da Tatanka scaturendo una nuova faida. Poco dopo, Bigelow annunciò che si era innamorato e presentò Luna come la sua "amante favorita". Da lì in poi, Bam Bam mandava baci a Luna alla fine di ogni suo match, e in suo onore ribattezzò una delle sue mosse caratteristiche, il Moonsault, in Lunasault. All'evento SummerSlam 1993 era stato programmato un mixed tag team match che avrebbe dovuto avere la coppia come protagonista, ma dovette essere cancellato quando Luna si infortunò a un braccio e Sherri lasciò la WWF. Al suo posto, Bigelow e The Headshrinkers lottarono e persero contro Tatanka e The Smokin' Gunns in un six-man tag team match. Nell'autunno del 1993, Bam Bam & Luna cominciarono a essere le vittime di alcuni scherzi crudeli da parte di Doink the Clown, e la tal cosa portò a un match a eliminazione a squadre da disputarsi all'annuale ppv Survivor Series 1993. Bam Bam, The Headshrinkers, & Bastion Booger affrontarono quattro Doink (in realtà Men on a Mission & The Bushwhackers truccati da clown). Durante questo periodo Luna fu la causa del dissenso nato tra Bam Bam e il suo compagno part-time di tag team Bastion Booger, anche lui (kayfabe) innamoratosi di lei. A WrestleMania X, Bam Bam & Luna si vendicarono di Doink sconfiggendo il Clown e il suo partner nano Dink in un mixed tag team match.
Quando la divisione femminile WWF venne rilanciata, la vecchia rivale di Luna, Madusa, giunta in WWF con il nome Alundra Blayze, vinse il Women's Championship. Luna mise gli occhi sulla cintura ed ebbe una serie di match con Alundra, dove invariabilmente perse ogni volta. Fu durante questo periodo che la relazione tra Luna e Bam Bam iniziò a dare segni di stanca. In estate, Luna vendette il contratto di management di Bam Bam a Ted DiBiase, che stava iniziando a formare la propria "Million Dollar Corporation". In seguito Luna fu la manager della wrestler giapponese Bull Nakano, che condusse a vincere il Women's Title sconfiggendo Alundra Blayze. Tuttavia, poco tempo dopo la vittoria del titolo da parte della sua cliente, Luna lasciò la WWF.

### Circuito indipendente ed Extreme Championship Wrestling (1994-1996)
Dopo essere uscita dalla WWF, Luna lottò nel circuito indipendente. Su raccomandazione della moglie di Kevin Sullivan Nancy, entrò nella Extreme Championship Wrestling (ECW). Fu introdotta come nuova valletta di Tommy Dreamer nel suo lungo feud con Raven (Scott Levy). Dreamer annunciò Luna come "qualcuno uscito dal tuo passato", in quanto Luna era stata coinquilina con Levy ai tempi della Florida e tutti e due avevano lavorato in contemporanea per la WWF. In ECW, Luna, sempre al fianco di Tommy, ebbe dei feud con Raven e i suoi alleati, incluso Stevie Richards, e persino con il marito The Vampire Warrior (che, nella kayfabe, era diventato geloso del tempo che Luna passava con Dreamer). Luna ebbe più di un confronto fisico con Richards, incluso uno Steel Cage Match.
Nello stesso anno, Luna si classificò alla posizione numero 306 nei PWI 500 - seconda donna inclusa nella lista dopo Miss Texas.
Nel periodo 1996/97, lottò nella American Wrestling Federation, utilizzando il ring name "Angel Baby", e nella IWA Mid-South.

### World Championship Wrestling (1997)
All'inizio del 1997, Luna ebbe un breve stint nella World Championship Wrestling (WCW), dove si scontrò nuovamente con l'arcinemica Madusa. Luna interferì nel match di Madusa contro la WCW Women's Champion Akira Hokuto, impedendole di vincere la cintura. Quindi, Luna e Madusa si affrontarono l'un l'altra in una serie di match, incluso un incontro svoltosi al ppv Slamboree 1997. Madusa prevalse sempre.

### Ritorno in WWF (1997-2000)
Più avanti nel 1997, Luna tornò in WWF, dapprima come manager di Goldust, aiutandolo a reinventarsi come "The Artist Formerly Known as Goldust". La coppia adottò una gran varietà di costumi e identità per presentarsi di volta in volta al pubblico, inclusi dominatrice e schiavo, e bambino e infermiera. Il primo feud fu contro Vader. Alla fine Vader sconfisse Goldust all'evento Royal Rumble 1998. La coppia Goldust/Luna era inoltre solita imitare altri wrestler prendendoli in giro. Per esempio, Goldust e Luna impersonarono Triple H e Chyna in un title match con Owen Hart. Quello che Triple H aveva preso per una burla, si tramutò in tragedia quando Owen sconfisse il "falso Triple H/Goldust" e il Commissioner Slaughter assegnò il titolo European Championship a Hart, considerando Goldust un sostituto legittimo di Triple H.

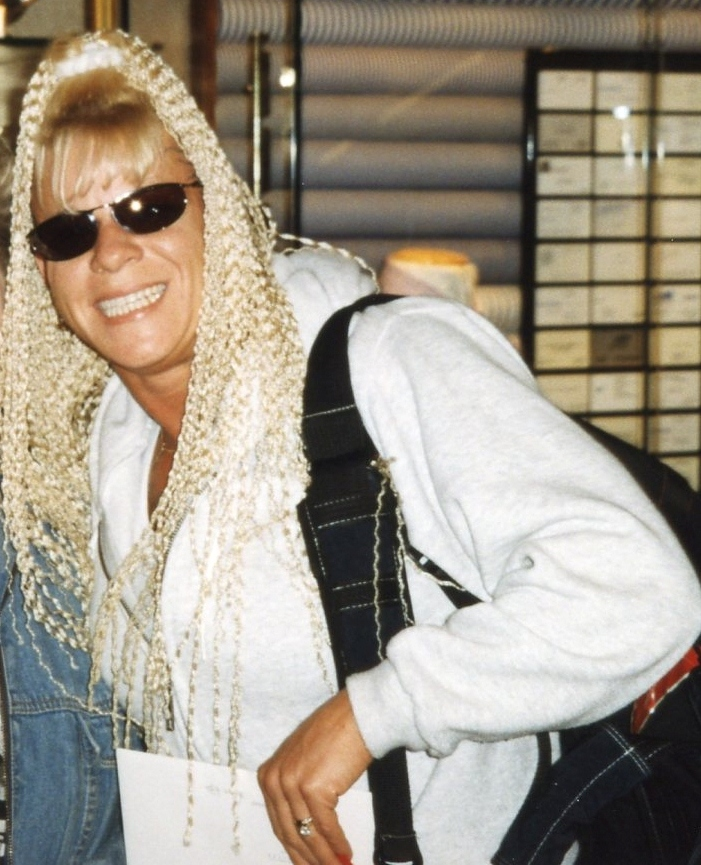
Vachon durante il suo secondo periodo in WWF

All'epoca, Goldust lottava spesso in coppia con Marc Mero, e questo fatto portò a un altro feud, dato che Luna e la valletta di Mero, Sable, non si sopportavano a vicenda. La faida culminò in un mixed tag team match a WrestleMania XIV, che mise le due coppie a confronto. Dopo di ciò, Luna sfidò Sable a un Evening Gown Match da disputarsi a Unforgiven e vinse la contesa. L'animosità tra le due donne non era del tutto parte della kayfabe. Da quando la popolarità di Sable era cresciuta, la ragazza cominciò a comportarsi in maniera presuntuosa nei confronti degli altri colleghi. Secondo Luna, quando le due si stavano allenando in previsione del loro confronto a WrestleMania, Sable rifiutò di imparare come "incassare i colpi", e Luna fu addirittura avvertita che se avesse ferito la sfidante, anche accidentalmente, sarebbe stata licenziata.
Nell'agosto 1998, Luna sembrò aver appianato le proprie questioni con Sable, dato che quest'ultima, ora separatasi da Marc Mero, la introdusse come nuovo membro della stable Human Oddities. Luna aggredì la nuova valletta di Mero, Jacqueline, ex Miss Texas. In dicembre, Sable, fresca vincitrice del WWF Women's Championship, fu aggredita da una misteriosa lottatrice mascherata di nome "Spider Lady", che si rivelò essere Luna. In questo rinnovato feud con Sable, Shane McMahon in persona si schierò al fianco di Luna. Le due donne si affrontarono in un Leather Strap Match al ppv Royal Rumble, dove a prevalere fu Sable. Durante le settimane precedenti l'incontro, Luna sconfisse Gillberg, una parodia WWF della superstar della World Championship Wrestling Goldberg.
Dopo una sospensione forzata di 6 mesi per aver aggredito Sable nel backstage, Luna tornò all'evento SummerSlam, dove iniziò una rivalità con la Women's Champion Ivory. Durante il feud, Luna raccolse una sfida lanciatale dall'allora Intercontinental Champion Jeff Jarrett e lo sconfisse per squalifica, grazie a un'interferenza della nemica Ivory.
Da lì in poi, Luna svolse l'attività di manager del marito, ora assunto in WWF con il ring name Gangrel.
All'evento Survivor Series 1999, unì le proprie forze con le ex rivali Ivory, Jacqueline, e Terri Runnels, per lottare contro Tori, Debra, The Fabulous Moolah, e Mae Young. La squadra di Luna fu sconfitta quando Moolah schienò Ivory. Alla Royal Rumble del 2000, Luna partecipò allo "Swim Suit Contest", anche se per protesta contro l'intero evento si rifiutò di togliersi l'accappatoio. Questo angle rifletteva la reale insoddisfazione di Luna verso la "sessualizzazione" della divisione femminile WWF. Vachon fu poi coinvolta in una breve faida con Jacqueline dopo che quest'ultima aveva sconfitto Harvey Wippleman per conquistare il titolo femminile. Fu la prima persona a sfidare Jacqueline nell'edizione del 7 febbraio di Raw. Successivamente, venne nuovamente licenziata dalla WWF all'inizio del 2000 a causa di un'altra rissa nel backstage.

### Circuito indipendente (2000-2007)
Dopo aver lasciato la WWF, Luna continuò a fare da manager a Gangrel durante varie tournée per il mondo, lottando sporadicamente anch'essa di tanto in tanto. I vari stint nel circuito indipendente inclusero l'IWA Puerto Rico nel 2000, l'australiana World Wrestling All-Stars nel 2001, la tedesca EWP nel 2003, la britannica ASW nel 2006 e la WSU nel 2007.
Mentre era in tournée in Gran Bretagna con la WWA nel 2001, Luna fu sconfitta dal marito Gangrel in un "Black Wedding Match".
Il 9 giugno 2007, Luna divenne la prima campionessa Great Lakes Championship Wrestling's Ladies sconfiggendo Traci Brooks. Il 5 dicembre 2007, Luna Vachon annunciò il suo ritiro dal ring; il suo ultimo match ebbe luogo il 7 dicembre a Milwaukee nella Great Lakes Championship Wrestling. Difese con successo il titolo GLCW Ladies Championship contro Traci Brooks e poi si ritirò da campionessa in carica.

### Morte
La Vachon fu trovata morta la mattina del 27 agosto 2010, e il medico legale dichiarò che la causa della morte era stata un'overdose.

## Personaggio
Mosse finali
- Luna Bomb (Corner slingshot splash)
- Luna Eclipse (Diving splash)
- Lunasault (Moonsault)
- Flying Headbutt

Wrestler assistiti
- Bam Bam Bigelow
- The Blackhearts (Tom Nash e David Heath)
- Bull Nakano
- Gangrel/Vampire Warrior
- Goldust
- The Oddities
- Shawn Michaels
- Tommy Dreamer

## Titoli e riconoscimenti
- American Wrestling Federation
  - AWF Women's Championship (1)
- Cauliflower Alley Club
  - Ladies Wrestling Award (2009)
- Great Lakes Championship Wrestling
  - GLCW Ladies Championship (1)
- Ladies Major League Wrestling
  - LMLW World Championship (1)
- Powerful Women of Wrestling
  - POWW Tag Team Champion (2) – con Hot Rod Andie
- Sunshine Wrestling Federation
  - SWF Ladies' Championship (1)
- Pro Wrestling Illustrated
  - 306ª nella lista dei migliori 500 wrestler singoli nei PWI 500 del 1995
- United States Wrestling Association
  - USWA Women's Championship (1)
- Wild Women of Wrestling
  - WWOW Television Championship (1)
- Women Superstars Uncensored
  - WSU Hall of Fame (Classe del 2011)
- Altri titoli
  - Universal Women's Hardcore Championship[25]